# Bush food

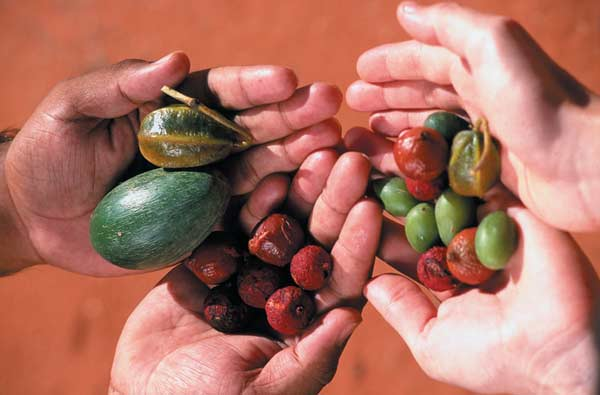
Bush Tucker en Alice Springs, Australia

Bush food o Bush Tucker son alimentos tradicionales de los aborígenes australianos que han sido el sustento de los habitantes de esta tierra desde hace más de 50.000 años y que hoy es reinventado por los mejores chefs del país manteniendo viva su trascendencia y espiritualidad.
Los aborígenes australianos tienen un ancestral respeto por la tierra y la madre naturaleza que se transmite en su alimentación. Los principales productos que componen el bush tucker son aquellos que la tierra ofrece, sin someterla a agresiones o explotación.
Antes de que el hombre blanco se estableciera en Australia, los aborígenes tradicionales vivían de la tierra como cazadores y recolectores nómadas. Cada generación ha transmitido a la siguiente los conocimientos necesarios para utilizar los recursos naturales tanto en la alimentación como en la medicina.

## Alimentos que lo componen
1. Los alimentos de origen animal, incluyendo canguros, emús, pavo salvaje, wallaby de roca, zarigüeyas, serpientes, lagartijas y osos hormigueros.
2. De origen vegetal, incluyendo la naranja salvaje, fruta de la pasión salvaje, higuera silvestre, tomate arbusto, conkerberry, muérdago, plátano y coco arbusto, quandongs, ñame lápiz, manzana mulga y ciruelas pasas sultanas. Además, semillas comestibles como las semillas de mulga y de acacia.
3. Gusanos e insectos, incluyendo witchettys, cigarras y orugas. Otras larvas se encuentran en varias especies de árboles tales como goma de río rojo, coolibah, palo de hierro y acacia espinosa.
4. La miel y néctares que se encuentran en la hormiga de miel, miel de la abeja nativa, el néctar de las flores del palo de pollo y los árboles corkwood.
5. El agua: la búsqueda de agua en las condiciones secas del desierto era, y es, esencial para la supervivencia. El agua podría encontrarse en soakages, raíces de árboles, huecos y los muy escasos pozos de agua permanentes.

## En la actualidad
En la década de los 70 comenzaron a reconocerse las propiedades de los alimentos australianos nativos. A finales de 1970 comenzaron los horticultores a evaluar plantas alimenticias nativas para uso comercial y cultivo.
En 1980, Australia del Sur legalizó la venta de carne de canguro para el consumo humano. El análisis mostró que una variedad de alimentos nativos eran excepcionalmente nutritivos. A mediados de la década de 1980 varios restaurantes de Sídney comenzaron a usar ingredientes nativos de Australia. La primera oportunidad para que los alimentos nativos puedan ser juzgado por los australianos no aborígenes a nivel gourmet. 
A raíz de los programas de televisión más populares en bush tucker, una oleada de interés surgió a finales de 1980.
Los ingredientes Bush Tucker se recogieron inicialmente en el medio silvestre, pero fuentes cultivadas se han vuelto cada vez más importante para proporcionar un suministro sostenible para un mercado en crecimiento, con algunas comunidades aborígenes también participan en la cadena de suministro. Sin embargo, a pesar de la industria está basado en el conocimiento aborigen de las plantas, la participación de los aborígenes en la venta comercial de Bush Tucker es actualmente todavía marginal. Hay organizaciones que están trabajando para aumentar la participación de los aborígenes en el mercado. Bush Tucker de estilo gourmet alimentos procesados y comida seca se han desarrollado para los mercados nacionales y de exportación.